# Pottenmakersstraat
De Pottenmakersstraat is een straat in Brugge.

## Beschrijving
Deze oude straat, gelegen net buiten de eerste omwalling heette Gerard Dullestraat. Deze man maakte deel uit van een invloedrijke familie. De naam kwam vaak voor:
- 1288: in vico Gerardi Dulles;
- 1302: Gherards Dullenstrate;
- 1331: ser Gherard Dullynstraetkin;
- 1338: sheer Gherard Dullestrate.

In 1374 (tegen die tijd had men Gerard Dulle vergeten) verschijnt voor het eerst de naam Pottenmakersstraat:
- 1374: in de Potmakerstrate;
- 1401: in de Pootmakersstrate.

Het is waarschijnlijk dat er pottenbakkers de straat waren komen bevolken. Het kunnen eventueel ook potgieters geweest zijn, die tinnen potten maakten.
De Pottenmakersstraat loopt van de Vlamingstraat naar de Ezelstraat.

## Literatuur

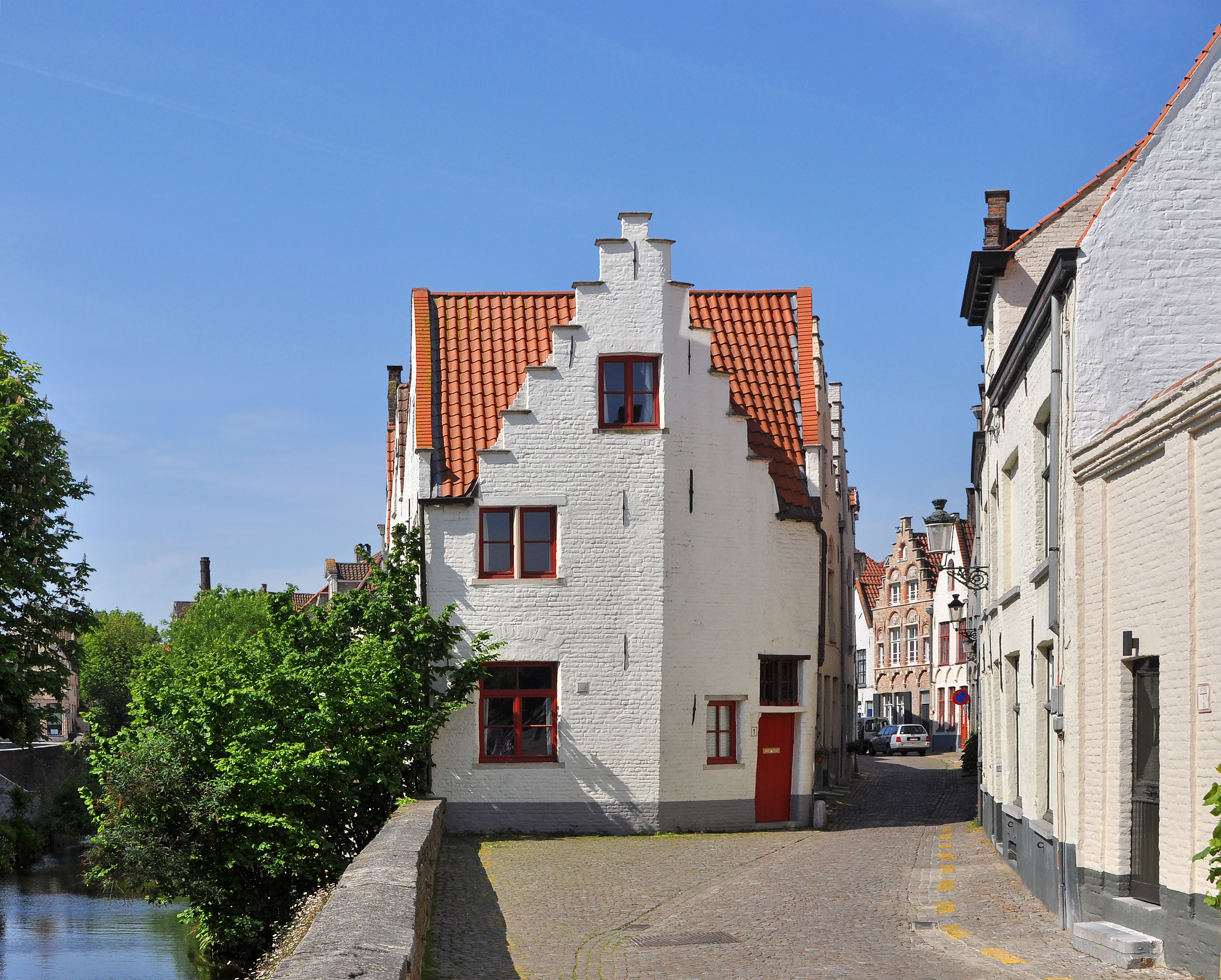
Pottenmakersstraat
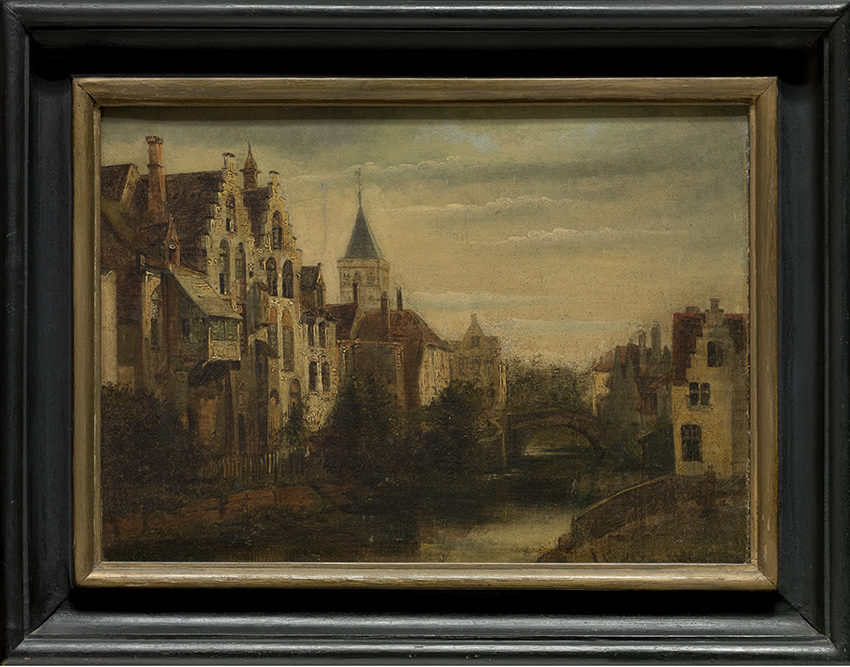
De Pottenmakersstraat, schilderij door Eduard Wallays (1813-1891) (Groeningemuseum).

## Bekende bewoners
- Leo Vandekerckhove